# Arnaud Nouvel
Arnaud Nouvel o Novelli (Saverdun, ... – Avignone, 14 agosto 1317) è stato un cardinale e docente francese.
Era zio, da parte di madre, di papa Benedetto XII, che accolse nell'abbazia di Fontfroide ed in seguito inviò studiare all'università di Parigi.

## Biografia
Fu docente presso l'Università di Tolosa e abate di Fontfroide a Narbona. Nel 1307 venne nominato vicecancelliere apostolico della Santa Sede. Era amico intimo di papa Clemente V.
Venne creato cardinale da papa Clemente V nel concistoro del 19 dicembre 1310; il nipote e futuro papa Jacques Fournier lo sostituì nella carica di abate di Fontfroide.
Nel 1312 fu inviato in Inghilterra come legato pontificio per negoziare una pace tra il re e alcuni nobili inglesi. Morì il 14 agosto 1317 ad Avignone.

## Conclavi
Il cardinale Arnaud partecipò al conclave del 1314-1316, che elesse Giovanni XXII.